# Жестокое вторжение
«Жестокое вторжение» (англ. Savage Intruder), позже выпущен под названием «Голливудский дом ужасов» (англ. Hollywood Horror House) — американский психологический фильм ужасов 1970 года, поставленный режиссёром Дональдом Вульфом. Главные роли исполнили Мириам Хопкинс, Дэвид Гарфилд и Гейл Сондергаард.

## Сюжет
В доме стареющей и замкнутой актрисы Кэтрин Паккард, чья слава отремела ещё в 1930-х годах, появляется новый квартирант, назвавшийся Виком. Вик становится для женщины чем-то вроде помощника, но позже она начинает подозревать, что на самом деле Вик — опаснейший серийный убийца.

## В ролях
- Мириам Хопкинс — Кэтрин Паккард
- Дэвид Гарфилд — Вик Вэленс (в титрах указан как Джон Дэвид Гарфилд)
- Гейл Сондергаард — Лесли
- Флоренс Лейк[англ.] — Милдред
- Вирджиния Уинг — Грета
- Лестер Мэтьюз[англ.] — Айра Джаффи
- Риза Ройс — миссис Джаффи
- Джо Бессер — водитель автобуса
- Чарльз Мартин — доктор
- Джейсон Джонсон — Джозеф
- Билл Уэлш[англ.] — телеведущий
- Минта Дерфи — гость